# 维多利亚与阿卜杜勒
是一部2017年英国传记喜剧剧情片，由斯蒂芬·弗里尔斯执导，李·霍尔编剧。影片改编自施雷巴尼·巴斯同名小说，讲述了英国女王维多利亚和印度穆斯林佣人阿卜杜勒·卡里姆的故事，是1997年电影《布朗夫人》的续集。演员阵容包括朱迪·丹奇、阿里·扎勒、邁可·坎邦、埃迪·伊扎德、蒂姆·皮戈特-史密斯和阿代尔·阿塔。影片于第74屆威尼斯影展全球首映，2017年9月15日在英国剧院公映，9月22日美国公映，10月19日和11月3日登陆香港和台湾，全球票房超过6500万美元。
影片获第90届奥斯卡金像奖最佳服装设计奖和最佳化妆与发型设计奖提名，丹奇获第75屆金球獎最佳音樂及喜劇類電影女主角提名。

## 剧情
1887年是女王维多利亚登基五十周年，印度阿格拉年轻的监狱管理员阿卜杜勒·卡里姆被委托到英格兰向女王进贡一枚印度金币。
厌倦了阿谀奉承的朝臣们的女王十分郁闷，她对于千里迢迢赶来的阿卜杜勒产生了兴趣，并在后来和他交往。她愿意付出时间和阿卜杜勒单独相处，又提拔他为自己的卫兵。她让阿卜杜勒教自己乌尔都语和《古兰经》。最终，女王发现阿卜杜勒已为人夫，便邀请他的妻子和岳母搬到英国和他一起生活。妻子和岳母到埠时，穿着黑色的罩袍，女王一家一阵惊愕。
女王把阿卜杜勒看作自己的爱子，但女王家人和圈中好友，包括她儿子伯蒂和首相对阿卜杜勒的兴趣表示厌恶，不断想搅浑两人的关系，希望阿卜杜勒被送回印度。后来，女王按照阿卜杜勒之前跟他讲的内容，向朝廷讲出印度叛变的单方面证词，但自己觉得很难堪，对他的信仰和信任产生动摇，决定必须把他送回家。但第二天她改变主意，让阿卜杜勒留下，还给了他一个镶嵌着她照片的珠宝吊坠。
女王对印度的兴趣与日俱增，她在怀特岛郡的奧斯本莊園修了一间用来举办国宴的谒客室，由印度建筑师拜拉·兰姆·辛格以复杂的风格精心雕刻装饰，还采用了阿格拉出产的地毯。她在房内挂了一幅印度人的肖像画。
首相建议皇室设法赶走阿卜杜勒。他们查到他在印度的家庭背景，向女王展示记录，表明他家人比阿卜杜勒所说的还要普通，还要落魄。女王坚持让御医给阿卜杜勒检查身体，找出他妻子不孕不育的原因。御医发现阿卜杜勒有淋病，急匆匆禀报女王，希望女王对他心生厌恶，赶他出家门。然而，维多利亚依然对阿卜杜勒忠心不二，警告朝臣别想玩针对。其后维多利亚表示为了阿卜杜勒得到皇室成员的尊重，决定在下次颁布荣誉的时候将阿卜杜勒封为爵士，女王的决定其后引来皇室成员的强烈反对，他们一致认为这样做会贬低爵士头衔的价值。
最终皇室一致决定，如果维多利亚不能割舍阿卜杜勒，便集体辞职。他们还扬言要证明女王疯了。得知消息的女王气愤得将所有人召集到谒客室，要想辞职的人往往前走一步。但没人敢做，她告诉他们，已决定不封阿卜杜勒為爵士，但会把他写进她接下来的荣誉榜，授予他皇家维多利亚司令勋章。
女王之后患病，她恳求阿卜杜勒回到印度，答应保护他，让他提防朝廷的人在自己死后进行报复。阿卜杜勒不愿离开，要陪着她过世。1901年，女王驾崩，他的儿子贝蒂，如今的爱德华七世排斥阿卜杜勒，将他从女王手上得到的所有礼物和证书付之一炬，把他和他家人赶回印度。阿卜杜勒的妻子为他找回了那个吊坠。阿卜杜勒之后在印度生活，八年后于1909年去世。影片最后，阿卜杜勒跪在泰姬陵旁的大型女王塑像前，柔声倾诉，轻吻了塑像的玉足，以示尊重。

## 阵容

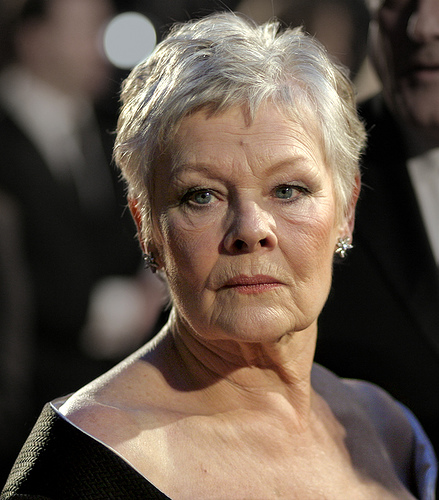
茱蒂·丹契為 维多利亚女王的飾演者

- 茱蒂·丹契 饰 维多利亚女王
- 阿里·扎勒 饰 阿卜杜勒·卡里姆（英语：Abdul Karim (the Munshi)）
- 埃迪·伊扎德 饰 爱德华七世(伯特親王)
- 蒂姆·皮戈特-史密斯（英语：Tim Pigott-Smith） 饰 亨利·庞森比勋爵（英语：Henry Ponsonby）(亨利爵士)
- 阿代尔·阿塔（英语：Adeel Akhtar） 饰 穆罕默德
- 西蒙·卡洛 饰 贾科莫·普契尼
- 邁可·坎邦 饰 (首相大人)
- 朱利安·沃德姆（英语：Julian Wadham） 饰 阿力克·约克（Alick Yorke）
- 奥莉维亚·威廉姆斯（英语：Olivia Williams） 饰 珍·斯宾塞，丘吉尔男爵夫人（英语：Jane Spencer, Baroness Churchill）
- 费奈加·伍尔加（英语：Fenella Woolgar） 饰 菲普斯小姐（英语：Harriet Phipps）
- 乔纳森·哈登（英语：Jonathan Harden） 饰 威廉二世
- 保罗·希金斯（英语：Paul Higgins (actor)） 饰 詹姆斯·赛义德爵士（英语：Sir James Reid, 1st Baronet），女王御医（英语：Physician to the Queen）
- 罗宾·索斯（英语：Robin Soans） 饰 亚瑟·比奇（英语：Arthur Bigge）
- 苏克·奥拉（Sukh Ojla） 饰 卡里姆夫人

## 制作
2016年6月17日，据报道朱迪·丹奇将在改编自施雷巴尼·巴斯同名小说的电影《维多利亚与阿卜杜勒》中，再度饰演她在1997年电影《布朗女士》中的角色维多利亚女王。斯蒂芬·弗里尔斯将执导该片。2016年8月5日，阿里·扎勒宣布出演维多利亚女王的知己阿卜杜勒·卡里姆，影片将由沃克泰托电影公司和BBC电影联合制作人，BBC和焦点影业共同出资。焦点也负责美国的发行，环球影业国际负责其他国家。剧本由李·霍尔创作，比班·基德龙、特蕾西·西沃德、蒂姆·貝文和艾瑞克·費納联合制片，演员阵容还包括埃迪·伊扎德、邁可·坎邦、蒂姆·皮戈特-史密斯和阿代尔·阿塔。
影片于2016年9月15日开拍，在维多利亚生前的皇家宅邸怀特岛郡奧斯本莊園取景。片中戏服于2017年7月24日到9月30日在奥斯本庄园展出。为了利用影片和独立电视台同期播出的电视剧《維多利亞》第二季重新唤起人们对维多利亚女王的兴趣，怀特岛旅游局搭建“维多利亚小径”，供游客造访岛上和女王有关的重要地点。

## 评价
汇总媒体烂番茄根据173条评论打出66%的新鲜度，平均分6.2/10。网站共识写道：“《维多利亚与阿卜杜勒》让朱迪·丹奇夫人再次邂逅维多利亚女王的角色——这一时期的戏剧本身需要克服不平衡的叙事。”Metacritic按照34条评论打出58/100的平均分，表示“褒贬不一”。
《大西洋》杂志的克里斯托弗·奥尔（Christopher Orr）给予好评，写道：“就丹奇的权威表现和弗里尔斯绝对统领大局的笔法，《维多利亚与阿卜杜勒》还是值得一看的，但别把它和真实的历史混淆。”
《独立报》的艾姆劳·阿坎迪（Amrou Al-Kadhi）高度评价：“像《维多利亚与阿卜杜勒》般的电影试图洗掉我们在殖民地国家作出的野蛮行为。”他也批评英属印度粉饰工程，指责片中阿卜杜勒轻吻维多利亚女王的玉足，以身为大英帝国“荣民”表达感谢，是“双重冒犯人”。
《每日快报》的安迪·莱亚（Andy Lea）给出2/5星评价，称阿卜杜勒一角“令人失望地卑躬屈膝”，批评剧情成了“喧闹滑稽剧的体面素材”，但称赞丹奇“预期般出众”。
在4/4星评价中，《纽约观察家报》的雷克斯·里德（Rex Reed）表示“朱迪·丹奇献上了一场动人崇高的表演”，恭维剧本和导演，称“每个场景都很华丽，每个镜头都出奇地精致，构图丰富。教科书级别的表演给如今的电影好好上了一课。”
方俊杰认为，“导演好像有些立场，又不敢坦白承认。本来都不是问题，只可惜基于着墨位处处留有一手，直接削弱二人感情的感染力”。

### 奖项
| 年份 | 大奖                           | 奖项                       | 提名者                     | 结果 |
| ---- | ------------------------------ | -------------------------- | -------------------------- | ---- |
| 2017 | 第26届哈特兰电影节             | 真电影奖                   | 斯蒂芬·弗里尔斯            | 獲獎 |
| 2017 | 第21屆好萊塢電影獎             | 最佳配乐                   | 湯瑪斯·紐曼                | 獲獎 |
| 2018 | 第14届北德克萨斯州影评人协会奖 | 最佳女主角                 | 茱蒂·丹契                  | 提名 |
| 2018 | 第7屆澳洲影藝學院國際獎        | 最佳女主角                 | 茱蒂·丹契                  | 提名 |
| 2018 | 第75屆金球獎                   | 最佳音樂及喜劇類電影女主角 | 茱蒂·丹契                  | 提名 |
| 2018 | 第24届美国演员工会奖           | 最佳女主角                 | 茱蒂·丹契                  | 提名 |
| 2018 | 第38届伦敦影评圈奖             | 年度英国/爱尔兰演员        | 茱蒂·丹契                  | 提名 |
| 2018 | 第22届卫星奖                   | 最佳女主角                 | 茱蒂·丹契                  | 待定 |
| 2018 | 第22届卫星奖                   | 最佳改编剧本               | 李·霍尔                    | 待定 |
| 2018 | 第22届卫星奖                   | 最佳服装设计               | 康索拉塔·博伊尔            | 待定 |
| 2018 | 第71屆英國電影學院獎           | 最佳化妆发型               | 丹尼尔·菲利普斯            | 待定 |
| 2018 | 第90屆奧斯卡金像獎             | 最佳化妆与发型设计         | 丹尼尔·菲利普斯和劳·谢泼德 | 待定 |
| 2018 | 第90屆奧斯卡金像獎             | 最佳服装设计               | 康索拉塔·博伊尔            | 待定 |